# (30812) 1990 OZ4
(30812) 1990 OZ4 là một tiểu hành tinh vành đai chính. Nó được phát hiện bởi Henry E. Holt ở Đài thiên văn Palomar ở Quận San Diego, California, ngày 25 tháng 7 năm 1990.